# Moncayolle-Larrory-Mendibieu
Moncayolle-Larrory-Mendibieu é uma comuna francesa na região administrativa da Nova Aquitânia, no departamento dos Pirenéus Atlânticos. Estende-se por uma área de 16,23 km². Em 2010 a comuna tinha 316 habitantes (densidade: 19,5 hab./km²).